# Halowe Mistrzostwa Świata w Łucznictwie 1997
4. Halowe Mistrzostwa Świata w Łucznictwie odbyły się w dniach 24 - 30 marca 1997 roku w Stambule w Turcji.

## Reprezentacja Polski seniorów

### łuk klasyczny
- Małgorzata Jania
- Katarzyna Klata
- Robert Marcinkiewicz
- Arkadiusz Ponikowski
- Grzegorz Targoński
- Joanna Waśkiewicz

## Medaliści

### Strzelanie z łuku klasycznego
| Konkurencja:           | Złoto:                                                            | Srebro:                                                         | Brąz:                                                         |
| indywidualnie kobiet   | Tetyana Muntyan                                                   | Kim Hyun-ji                                                     | Natalia Nasaridze                                             |
| indywidualnie mężczyzn | Chung Jae-hun                                                     | Shane Parker                                                    | Sébastien Flute                                               |
| drużynowo kobiet       | Niemcy · Cornelia Pfohl · Wiebke Nulle · Sandra Wagner            | Kazachstan · Iana Tounianis · Irina Leonowa · Jelena Płotnikowa | Ukraina · Lina Herasymenko · Swietłana Bard · Tetjana Muntjan |
| drużynowo mężczyzn     | Korea Południowa · Chung Jae-hun · Lee Dong-wook · Han Seung-hoon | Szwecja · Magnus Pettersson · Goran Bjerendal · Per-Johan Spang | Włochy · Michele Frangili · Filippo Clini · Matteo Bisiani    |

### Strzelanie z łuku bloczkowego
| Konkurencja:           | Złoto:                                                                | Srebro:                                                      | Brąz:                                                           |
| indywidualnie kobiet   | Valérie Fabre                                                         | Sylviane Lambelet                                            | Irma Luyting                                                    |
| indywidualnie mężczyzn | Dee Wilde                                                             | Morgan Lundin                                                | Danilo Miokovic                                                 |
| drużynowo kobiet       | Stany Zjednoczone · Theresa Berthold · Glenda Doran · Jamie van Natta | Francja · Valérie Fabre · Michèle Deloraine · Sophie Cordier | Szwecja · Petra Eriksson · Ulrika Sjöwall · Pernilla Svensson   |
| drużynowo mężczyzn     | Szwecja · Morgan Lundin · Henric Nyström · Peter Rasmusson            | Dania · Tom Henriksen · Niels Baldur · Per Knudsen           | Szwajcaria · Dominique Giroud · Simon Frankhauser · David Lopez |

## Klasyfikacja medalowa
| Lp. | Państwo           | Złoto | Srebro | Brąz | Razem |
| 1.  | Korea Południowa  | 2     | 1      | 0    | 3     |
| 1.  | Stany Zjednoczone | 2     | 1      | 0    | 3     |
| 3.  | Szwecja           | 1     | 2      | 1    | 4     |
| 4.  | Francja           | 1     | 1      | 1    | 3     |
| 5.  | Ukraina           | 1     | 0      | 1    | 2     |
| 6.  | Niemcy            | 1     | 0      | 0    | 1     |
| 7.  | Szwajcaria        | 0     | 1      | 1    | 2     |
| 8.  | Dania             | 0     | 1      | 0    | 1     |
| 8.  | Kazachstan        | 0     | 1      | 0    | 1     |
| 10. | Holandia          | 0     | 0      | 1    | 1     |
| 10. | Jugosławia        | 0     | 0      | 1    | 1     |
| 10. | Turcja            | 0     | 0      | 1    | 1     |
| 10. | Włochy            | 0     | 0      | 1    | 1     |